# Ultimate Motorsport
Ultimate Motorsport – były brytyjski zespół wyścigowy, założony w 2007 przez Barry'ego Walsha. Ekipa zakończyła działalność pod koniec 2009 roku. W ciągu trzech lat działalności zespół startował w Formule Renault 3.5, Brytyjskiej Formule 3 oraz w Superleague Formula.

## Starty

### Formuła Renault 3.5
W 2008 roku Ultimate startował we współpracy z francuska ekipą Signature Team jako Ultimate Signature z francuską licencją
| Rok  | Bolid           | Kierowcy          | Wyścigi | Wygrane | PP | NO | Pkt | M.K. | M.Z. |
| ---- | --------------- | ----------------- | ------- | ------- | -- | -- | --- | ---- | ---- |
| 2008 | Dallara-Renault | Fabio Carbone     | 17      | 3       | 1  | 2  | 97  | 3    | 2    |
| 2008 | Dallara-Renault | Claudio Cantelli  | 5       | 0       | 0  | 0  | 3   | 28   | 2    |
| 2008 | Dallara-Renault | Esteban Guerrieri | 12      | 1       | 2  | 0  | 62  | 8    | 2    |
| 2009 | Dallara-Renault | Greg Mansell      | 13      | 0       | 0  | 0  | 4   | 26   | 7    |
| 2009 | Dallara-Renault | Miguel Molina     | 13      | 0       | 0  | 2  | 64  | 8    | 7    |